# 魔女 (漫画)
『魔女』（まじょ）は、五十嵐大介による日本の連作漫画短編集。不思議な力に目覚めた女性たちをさまざまな設定で描いている。『月刊IKKI』（小学館）にて、2003年5月から2004年12月まで連載された。
2005年に第8回文化庁メディア芸術祭マンガ部門優秀賞を受賞した。

## 概要
五十嵐は、それまで描いてきた主人公が全員女性で特別な感覚を持っていたので、それを悪女などの広い意味も含む「魔女」というくくりに出来ないかと考え、せっかくだからと世界中の魔女が出て来る連作にした。最初に描いたのは「SPINDLE」で、中東の方のどこかの国という設定で舞台は特定していないが、もともとはトルコ料理の本をきっかけにトルコという国にも興味を持ち、魔女のことを文献で調べて描いたという。

## 収録作品
第1集
第1抄 SPINDLE -前・後編-（月刊「IKKI」2003年6、8月号）
第2抄 KUARUPU（月刊「IKKI」2004年2月号）
騎鳥魔女（描き下ろし）
第2集
第3抄 PETRA GENITALIX（月刊「IKKI」2004年6〜8月号）
第4抄 うたぬすびと（月刊「IKKI」2005年1月号）
ビーチ（描き下ろし）

## 書誌情報
- 五十嵐大介『魔女』（小学館IKKI COMICS）全2巻
  - 第1集（2004年6月1日初版発行）、ISBN 978-4091884619
  - 第2集（2005年3月1日初版発行）、ISBN 978-4091884626